# Alüto
Alüto (アルト) is een Japanse J-popband.
De groep bestaat uit twee personen, te weten Daigo Fujita (zang en gitaar) en Honoka Satō (viool).

## Discografie (singles)
- Michi (道) ~ To You All
- Kaze To Tada Mae Wo Mita
- Haribote Tsumiki
- Michi - Viool ("Weg")
- 愛に手ふれて - Ai ni te furete ("De aanraking der liefde")
- 粉雪舞って - kona yuki matte
- カフェモヨウ - kahue moyou
- もっと - Motto
- 愛に手ふれて - ai ni te furete (viool)
- Mirai Kuusou
- Utautai No Ballad
- Kanashiki taion
- Kimi no koe ("Jouw stem")
- Hatsukoi warutsu ("De eerste liefdeswals")
- Letter